# Władimir Miasiszczew (konstruktor)
Władimir Michajłowicz Miasiszczew (ros. Владимир Михайлович Мясищев; ur. 28 września?/11 października 1902 w Jefriemowie, zm. 14 października 1978 w Moskwie) – radziecki konstruktor lotniczy, generał major, profesor, inżynier. Najbardziej znanym projektem był odrzutowy bombowiec strategiczny M-4.
Absolwent Moskiewskiej Wyższej Szkoły Technicznej im. N.E. Baumana. Brał udział w konstruowaniu samolotów TB-1, TB-3, TB-4. Kierował biurem konstrukcyjnym samolotów eksperymentalnych i biurem specjalnym, gdzie opracowany został model bombowca dalekiego zasięgu DWB-102. Kierował adaptacją dokumentacji amerykańskiego licencyjnego samolotu pasażerskiego Douglas DC-3, wdrożonego do produkcji w 1938 roku jako PS-84 (Li-2).
Po II wojnie światowej Miasiszczew został w 1946 roku pozbawiony własnego biura konstrukcyjnego OKB-482, natomiast został kierownikiem katedry budowy samolotów Moskiewskiego Instytutu Lotniczego. Z własnej inicjatywy w 1951 roku opracował projekt wstępny odrzutowego bombowca strategicznego, który wszedł do produkcji pod oznaczeniem M-4.
Jego matka (z domu Dutkiewicz) była córką polskich zesłańców na Syberię.